# Episodi di Distretto di Polizia (undicesima stagione)
L'undicesima e ultima stagione della serie televisiva Distretto di Polizia, formata da 26 episodi, è stata trasmessa per la prima volta in Italia su Canale 5, in prima serata, dal 9 ottobre 2011 al 15 gennaio 2012.
| nº | Titolo                           | Prima TV Italia  |
| -- | -------------------------------- | ---------------- |
| 1  | Destini incrociati (1 e 2 parte) | 9 ottobre 2011   |
| 2  | Destini incrociati (1 e 2 parte) | 9 ottobre 2011   |
| 3  | Divisi in due (1 e 2 parte)      | 16 ottobre 2011  |
| 4  | Divisi in due (1 e 2 parte)      | 16 ottobre 2011  |
| 5  | Giarabub                         | 23 ottobre 2011  |
| 6  | Pirati                           | 23 ottobre 2011  |
| 7  | La fabbrica dei cloni            | 30 ottobre 2011  |
| 8  | La forza di un amore             | 30 ottobre 2011  |
| 9  | Amore in vendita                 | 6 novembre 2011  |
| 10 | Sciacalli                        | 6 novembre 2011  |
| 11 | Giochi clandestini               | 8 novembre 2011  |
| 12 | La trappola                      | 8 novembre 2011  |
| 13 | Perduta                          | 13 novembre 2011 |
| 14 | Un talento fatale                | 13 novembre 2011 |
| 15 | Il sangue di Luca                | 20 novembre 2011 |
| 16 | La cattiva strada                | 20 novembre 2011 |
| 17 | Il campione                      | 27 novembre 2011 |
| 18 | Il ricordo di Chiara             | 4 dicembre 2011  |
| 19 | Scelte                           | 11 dicembre 2011 |
| 20 | Un unico errore                  | 18 dicembre 2011 |
| 21 | Impunibile                       | 1º gennaio 2012  |
| 22 | Fatto in casa                    | 1º gennaio 2012  |
| 23 | Pregiudizi e brave persone       | 8 gennaio 2012   |
| 24 | Il figlio sbagliato              | 8 gennaio 2012   |
| 25 | Il grano e la pula (1 e 2 parte) | 15 gennaio 2012  |
| 26 | Il grano e la pula (1 e 2 parte) | 15 gennaio 2012  |

## Destini incrociati (1 parte)
- Diretto da: Alberto Ferrari
- Scritto da: Francesco Cioce

### Trama
Luca Benvenuto ha ottenuto una promozione che lo porterà lontano dal X Tuscolano. A dirigere il distretto al suo posto giunge Leonardo Brandi, ex infiltrato della Squadra Mobile che ha appena concluso un'operazione di antiriciclaggio a Duisburg. I due lavoreranno fianco a fianco per alcuni giorni, dando la caccia al pericoloso evaso Rocco Liverani. Per qualche motivo l'uomo non sembra intenzionato a lasciare Roma, per ora. È come se avesse un piano, ma quale? Resta il fatto che se non è andato via da Roma è perché c'è qualcosa o qualcuno che lo tiene legato a questo posto. Nel frattempo dalla Germania torna Antonio Corallo il quale medita vendetta per la morte del figlio, rimasto ucciso nello scontro con Brandi e Gallo in un ristorante di Duisburg, e viene ospitato dall’amico Franco Martini, proprietario del circolo “Appia Sport Village”.
- Altri interpreti: Massimo Bonetti (Rocco Liverani), Luca Saccoia (ragazzo minacciato da Liverani), Marzia Fontana (ragazza sequestrata da Liverani), Simone Colombari (Franco Martini), Marisa Jara (Blanca De Rio), Annamaria Malipiero (Rita), Michela Andreozzi (Sofia Ingargiola).

## Destini incrociati (2 parte)
- Diretto da: Alberto Ferrari
- Scritto da: Vinicio Canton

### Trama
Si scoprirà che il motivo per il quale Liverani è rimasto a Roma è Alice, la bambina che ha avuto da Rita, moglie del suo migliore amico Saverio che lui stesso ha ammazzato. Intanto, seguendo il suo intuito, Luca si imbatte nel vicequestore Guarinelli e prova a battere una pista per conto suo, venendo a sapere da una prostituta, Katerina Ratnikova, che Liverani si era legato a una sua “collega”, Rita, la quale aveva fatto il salto di qualità con la escort di lusso Mara Fermi. Benvenuto parlando con la Ratnikova perde il cellulare e poco dopo rintraccia la Fermi; nei paraggi trova però una sorpresa: incontra una persona che non è Liverani (che era stato appena arrestato dai colleghi del X Tuscolano), ma una vecchia conoscenza di Brandi, Antonio Corallo, che gli spara, ferendolo gravemente.
- Altri interpreti: Massimo Bonetti (Rocco Liverani), Alberto Gimignani (Giancarlo Guarinelli), Annamaria Malipiero (Rita), Caterina Silva, Dar'ja Bajkalova (Katerina Ratnikova), Claudio Masin (Ernesto Facci), Beatrice Galati (Alice).
- Ascolti Italia: telespettatori 3 175 000 – share 13,82%[1]

## Divisi in due (1 parte)
- Diretto da: Alberto Ferrari
- Scritto da: Giacomo Durzi

### Trama
Anche se ferito, Luca non si arrende e affronta Corallo in un disperato corpo a corpo, fino a che questo gli spara definitivamente, uccidendolo. i colleghi del distretto, non vedendolo arrivare, sono sempre più apprensivi, ma nel frattempo devono occuparsi del drammatico rapimento di un bambino, Riccardo Baldani. Ugo viene chiamato dalla Scientifica per un cadavere trovato nel Parco degli Acquedotti e si dispera quando scopre che si tratta di Luca. A Roma arriva subito Anna Gori, ex ispettore del X Tuscolano. Il vicequestore della Mobile Marco Gallo tenta di convincere Brandi che le indagini sulla morte di Luca spettano alla Mobile, ma senza successo. Nel frattempo Franco Martini presenta i propri amici a Corallo, la signora Linares e il signor Caiarda, assidui frequentatori del circolo.
- Guest star: Giulia Bevilacqua (Anna Gori)
- Altri interpreti: Paolo Romano (Fabio Baldani), Eleonora Ivone (Giulia Baldani), Federico Tocci (rapitore di Riccardo Baldani), Simone Colombari (Franco Martini), Caterina Silva (Liliana Scopelliti), Rino Cassano (Caiarda), Nicoletta Della Corte (Francesca Linares, amica di Martini), Massimo Bonetti (Rocco Liverani), Lucio Patanè (dipendente di Baldani).

## Divisi in due (2 parte)
- Diretto da: Alberto Ferrari
- Scritto da: Alessandro Fabbri

### Trama
Indagando sulla morte di Luca, Brandi e gli uomini del X Tuscolano entrano in rotta di collisione con alcuni agenti della Squadra Mobile i quali stavano addosso anch’essi su un sospettato noto come “Pulcino”. Gallo interviene a calmare le acque e ristabilire i rispettivi confini di competenza, ma Brandi decide di aggirare l'ostacolo a modo suo. Grazie ad Anna Gori si arriva a capire che Luca non è stato ucciso al Parco degli Acquedotti ma vi è stato portato da morto. Rocco Liverani in carcere invece gli fa il nome di un tizio noto come “Gelo”. Brandi con un passamontagna spacciandosi per questo “Gelo” affronta “Pulcino”.
- Guest star: Giulia Bevilacqua (Anna Gori)
- Altri interpreti: Roberto Ciufoli (Rivalta), Simone Colombari (Franco Martini), Paolo Romano (Fabio Baldani), Eleonora Ivone (Giulia Baldani), Federico Tocci (rapitore di Riccardo Baldani), Marisa Jara (Blanca De Rio), Massimiliano Pazzaglia (Giorgio Zani), Tina Femiano (zia di Rivalta), Michela Andreozzi (Sofia Ingargiola), Rino Cassano (Caiarda), Nicoletta Della Corte (Francesca Linares), Marina Limosani (Daniela), Lucio Patanè (dipendente di Baldani), Massimo Bonetti (Rocco Liverani), Beatrice Galati (Alice).
- Ascolti Italia: telespettatori 3 358 000 – share 13,48%[2]

## Giarabub
- Diretto da: Alberto Ferrari
- Scritto da: Federico Lunadei Maroder

### Trama
Prima che la Mobile possa fermarlo, Brandi riesce a parlare con “Pulcino” e risalire al nome della prostituta che ha sottratto il telefonino di Luca, Liliana Scopelliti, la quale viene fermata e interrogata. Le indagini si concentrano sul mondo della prostituzione e conducono di nuovo al nome di Katerina Ratnikova. Solo che la ragazza, a questo punto, è scomparsa. Esposito e la Rostagno capiscono che la prostituta e il vicequestore Guarinelli hanno una relazione.
Si indaga inoltre sul caso di uno stupratore seriale che sembra sia appassionato di antichi canti fascisti, in particolare del canto Giarabub.
- Altri interpreti: Alberto Gimignani (Giancarlo Guarinelli), Rino Cassano (Caiarda), Marisa Jara (Blanca De Rio), Nicoletta Della Corte (Francesca Linares), Michela Andreozzi (Sofia Ingargiola), Caterina Silva (Liliana Scopelliti), Simone Colombari (Franco Martini), Paolo Graziosi (Michele Rostagno), Ottavio Amato (avvocato Ghini), Alessandra Vanzi (portinaia Ada).
- Ascolti Italia: telespettatori 3 326 000 – share 13,37%[3]

## Pirati
- Diretto da: Alberto Ferrari
- Scritto da: Sara Mosetti

### Trama
Dopo la perquisizione a casa di Katerina, gli uomini del X Tuscolano hanno capito che il rapporto fra Guarinelli e la sua informatrice è molto più di un semplice legame professionale. Brandi si mette a pedinare il collega ma il compito si rivela più difficile del previsto dato che viene subito scoperto. Nel frattempo la squadra del X Tuscolano si occupa del caso di una ragazza uccisa da un pirata della strada scoprendo che è stato un giovane dottore a investirla per poi scappare, tale Malucelli, il quale veniva ricattato da un ciclista che aveva visto tutto, Stefano Pasquini. Una sera Guarinelli invita Brandi a casa sua e a sorpresa lo fa incontrare con Katerina, la sua compagna segreta.
- Altri interpreti: Riccardo Vianello (dottor Malucelli), Luigi Di Majo (Giorgio Malucelli), Carlo Caprioli (Stefano Pasquini), Alberto Gimignani (Giancarlo Guarinelli), Sasa Vulicevic (Radu, imbianchino di Valentina), Nicoletta Della Corte (Francesca Linares), Simone Colombari (Franco Martini), Michela Andreozzi (Sofia Ingargiola), Dar'ja Bajkalova (Katerina Ratnikova), Manuela Zanier (amante di Stefano Pasquini), Alice Mangione (soccorritrice ragazza investita).
- Ascolti Italia: telespettatori 3 326 000 – share 13,37%[3]

## La fabbrica dei cloni
- Diretto da: Alberto Ferrari
- Scritto da: Andrea Galeazzi

### Trama
L'incontro con Katerina ha dato i suoi frutti e gli uomini del X Tuscolano hanno finalmente un nome su cui indagare: Mara Fermi, la escort che Luca stava pedinando la notte in cui è stato ucciso. Ma la pista è esile e la ragazza è incensurata, e Leo decide che il modo migliore per ottenere da lei le informazioni di cui hanno bisogno è che qualcuno diventi la sua confidente.
- Altri interpreti: Roberto Ciufoli (Rivalta), Paolo Bernardini (Massimo), Caterina Misasi (Eliana Priverno), Simone Colombari (Franco Martini), Paolo Graziosi (Michele Rostagno), Dar'ja Bajkalova (Katerina Ratnikova), Michela Andreozzi (Sofia Ingargiola), Nicoletta Della Corte (Francesca Linares), Marina Limosani (Daniela).
- Ascolti Italia: telespettatori 2 866 000 – share 12,35%[4]

## La forza di un amore
- Diretto da: Alberto Ferrari
- Scritto da: Anna Mittone

### Trama
Mentre Corallo continua a preparare la propria fuga, Leo intensifica le ricerche su Franco Martini e sul suo circolo sportivo frequentato da Mara. Nel frattempo il suo rapporto con Valentina si fa sempre più passionale, ma lo attende una brutta sorpresa. Il X Tuscolano indaga sulla morte di una anziana in una casa di riposo scoprendo che l’eredità è andata a tale Roberto Cambiasi che pare non sapesse di essere il figlio della donna, nato dalla relazione con il signor Fazzini, il vero assassino dell’anziana che era molto malata e voleva morire. Intanto Brandi interroga Antonio Zurletti, imprenditore con dei precedenti che frequenta abitualmente il circolo di Martini e una escort di lusso di nome Valentina Bini, proprio la donna che sta frequentando il vicequestore.
- Altri interpreti: Bruno Corazzari (signor Fazzini), Mauro Marino (Roberto Cambiasi), Giuseppe Antignati (Antonio Zurletti), Simone Colombari (Franco Martini), Marisa Jara (Blanca De Rio), Michela Andreozzi (Sofia Ingargiola), Rino Cassano (Caiarda), Paolo Graziosi (Michele Rostagno), Beatrice Galati (Alice).
- Ascolti Italia: telespettatori 2 866 000 – share 12,35%[4]

## Amore in vendita
- Diretto da: Alberto Ferrari
- Scritto da: Fabio Visca

### Trama
Dopo aver scoperto che Valentina è una escort, Leo decide di prendere tempo prima di dirlo ai suoi uomini. Ma Barbara e Pietro hanno dato un'occhiata di nascosto ai verbali dell'interrogatorio di Zurletti e ora sospettano che Leo voglia coprire la sua donna. Brandi decide però di raccontare tutto ai suoi colleghi i quali rifiutano la sua proposta di trasferimento. Il X Tuscolano intanto indaga sul furto in una gioielleria scoprendo che il ladro è tale Jonathan, un tecnico informatico escort dell’assicuratrice responsabile dei codici di sicurezza. Anita riesce ad ottenere il numero di telefono di Mara Fermi avendo ottenuto la sua fiducia frequentando la stessa palestra e Brandi intuisce che Luca possa essere stato ucciso nei pressi del circolo facendo il calcolo dei chilometri percorsi dalla sua auto che quel giorno aveva fatto il tagliando. Una sera Leo, dopo aver fatto sesso con Valentina, le lascia dei soldi sul comodino facendole intendere di aver capito tutto.
- Altri interpreti: Renata Attivissimo (Francesca Palazzolo), Ettore D'Alessandro (Gianantonio Sidoti “Jonathan”), Simone Colombari (Franco Martini), Michela Andreozzi (Sofia Ingargiola), Marina Limosani (Daniela), Rino Cassano (Caiarda), Paolo Graziosi (Michele Rostagno), Ottavio Amato (avvocato Ghini).
- Ascolti Italia: telespettatori 3 687 000 – share 12,78%[5]

## Sciacalli
- Diretto da: Alberto Ferrari
- Scritto da: Vinicio Canton

### Trama
Leo vorrebbe ottenere un decreto di perquisizione per il circolo sportivo frequentato da Valentina, ma Gallo lo frena. Occorre acquisire ulteriori prove, prima. Mara, ascoltando una telefonata di Martini, scopre che quando Corallo è fuggito dalla Germania aveva con sé cento milioni di euro e propone a Valentina di recuperarli insieme. Nel frattempo gli agenti del X Tuscolano si occupano della morte di tale Pietro Righetti il cui cadavere viene ritrovato in una discarica; dopo non molto anche il suo socio Gaetano Fiorini viene preso di mira e si capisce che si tratta di un caso di pizzo.
- Altri interpreti: Luigi Iacuzio (Gaetano Fiorini), Simone Colombari (Franco Martini), Paolo Lombardi (Medico Legale Ascani), Michela Andreozzi (Sofia Ingargiola).
- Ascolti Italia: telespettatori 3 032 000 – share 14,15%[5]

## Giochi clandestini
- Diretto da: Alberto Ferrari
- Scritto da: Alessandro Fabbri

### Trama
Dopo aver scoperto che Corallo è arrivato dalla Germania con cento milioni di euro, Mara prova a sedurlo. Ma Corallo, ancora chiuso nel dolore per la morte del figlio, reagisce freddamente al suo approccio. L'iniziativa passa allora a Valentina, che decide di adottare una tecnica diversa e riesce ad avvicinarlo al porticciolo dove sta ultimando i lavori della sua barca. Intanto la squadra indaga sul ferimento di Luigi Francioso con un colpo alla schiena: verrà arrestato Giacomo Lanza, malvivente uscito di prigione da poco che ce l’aveva con il padre del ragazzo, Mauro.
- Altri interpreti: Roberto Ciufoli (Rivalta), Stefano Ambrogi (Giacomo Lanza), Gino Nardella (Mauro Francioso), Vittorio Viviani (Alberto), Michela Andreozzi (Sofia Ingargiola), Marisa Jara (Blanca De Rio), Rino Cassano (Caiarda), Simone Colombari (Franco Martini), Paolo Graziosi (Michele Rostagno).
- Ascolti Italia: telespettatori 2 953 000 – share 9,93%[6]

## La trappola
- Diretto da: Alberto Ferrari
- Scritto da: Alessandro Fabbri

### Trama
Gagliardi e Brenta vengono chiamati a indagare sulla morte di un presunto ladro a casa di un imprenditore del settore dello smaltimento di rifiuti, Donato Marini.
Valentina è riuscita a vincere la ritrosia di Corallo e a entrare in confidenza con lui, ma potrebbe essere troppo tardi. La barca del latitante infatti è pronta e l'uomo sembra intenzionato a salpare il più presto possibile. Valentina e Mara di nascosto salgono a bordo della barca per cercare i soldi ma non sanno che Corallo le sta spiando.
- Altri interpreti: Emanuele Vezzoli (Donato Marini), Rino Cassano (Cayard), Simone Colombari (Franco Martini), Marisa Jara (Blanca De Rio), Michela Andreozzi (Sofia Ingargiola), Massimo Bonetti (Rocco Liverani), Beatrice Galati (Alice), Eleonora Timpani (Ilaria).
- Ascolti Italia: telespettatori 2 397 000 – share 9,71%[6]

## Perduta
- Diretto da: Alberto Ferrari
- Scritto da: Anna Mittone

### Trama
Mara e Valentina sono certe che i soldi siano nascosti da qualche parte sulla barca di Corallo, ma non sanno dove. Valentina allora decide di chiedere aiuto a Cayard, che di barche se ne intende. Nel frattempo Leo cerca Valentina al circolo sportivo, proprio nel momento in cui Corallo è in procinto di partire. Nel frattempo si indaga sulla morte di una donna di nome Sonia dopo che questa aveva chiesto aiuto, invano, al centralino del X Tuscolano.
- Altri interpreti: Giovanni Izzo (fidanzato di Sonia), Paolo Lombardi (prof. Ascani), Rino Cassano (Caiarda), Paolo Graziosi (Michele Rostagno), Marina Limosani (Daniela), Marisa Jara (Blanca De Rio), Fabrizio Croci (Marcello), Beatrice Galati (Alice), Yoon C. Joyce (Chen).
- Ascolti Italia: telespettatori 3 954 000 – share 15,52%[7]

## Un talento fatale
- Diretto da: Alberto Ferrari
- Scritto da: Andrea Galeazzi

### Trama
Dopo aver visto Leo al circolo sportivo, Corallo rimanda la propria partenza per vendicarsi. E per farlo, decide di usare Valentina. Nel frattempo Gagliardi ed Esposito indagano sulla morte di un malvivente di nome De Masi detto "l'acrobata" e, dopo aver sospettato di un suo presunto sodale, scoprono che il responsabile è un suo vicino di casa, Albertoni, stanco del suono del suo sassofono che amava suonare.
- Altri interpreti: Totò Onnis (Albertoni), Rino Cassano (Cayard), Paolo Lombardi (prof. Ascani), Nicoletta Della Corte (Francesca Linares), Simone Colombari (Franco Martini), Claudio Masin (Ernesto Facci), Ottavio Amato (avvocato Ghini).
- Ascolti Italia: telespettatori 3 200 000 – share 15,52%[7]

## Il sangue di Luca
- Diretto da: Alberto Ferrari
- Scritto da: Federico Lunadei Maroder

### Trama
Mentre Valentina e Leo sono al ristorante, Corallo li tiene sotto tiro, mettendo in atto la sua vendetta. Pietro Esposito viene contattato da Barbara Rostagno, che gli comunica che Leo è in pericolo. Quando Pietro arriva, Corallo spara un colpo di pistola, che ferisce il vicequestore. Boni, la scientifica ed il X Tuscolano tornano sul luogo del letale scontro tra Corallo e Luca e scoprono le impronte che rivelano l'identità dell'assassino.
- Altri interpreti: Anna Rita Del Piano (Caterina), Fulvio Falzarano (medico ospedale), Simone Colombari (Franco Martini), Rino Cassano (Cayard), Massimo Bonetti (Rocco Liverani), Eleonora Timpani (Ilaria).
- Ascolti Italia: telespettatori 3 615 000 – share 14,46%[8]

## La cattiva strada
- Diretto da: Alberto Ferrari
- Scritto da: Giacomo Durzi

### Trama
L'assassino di Luca ha ufficialmente un volto, quello di Antonio Corallo. E per gli uomini del X Tuscolano, finalmente, si apre la caccia. La squadra fa irruzione all'"Appia Sport Village" ma Corallo è già fuggito mentre vengono interrogati Franco Martini, la commercialista Francesca Linares e un presunto prestanome del fuggitivo. Nel frattempo Brandi, tornato in servizio, indaga insieme al vicequestore aggiunto della Squadra mobile Sandro Boccia al caso di Cinzia Costabile la quale ha sequestrato la dottoressa Scoglio e la sua assistente perché vuole rivedere sua figlia, sottrattale dal suo ex.
- Altri interpreti: Alessandra Bellini (Cinzia Costabile), Diana Collepiccolo (dott.ssa Scoglio), Astrid Meloni (assistente della Scoglio) Filippo Dini (Sandro Boccia), Rino Cassano (Cayard), Paolo Graziosi (Michele Rostagno), Nicoletta Della Corte (Francesca Linares), Simone Colombari (Franco Martini).
- Ascolti Italia: telespettatori 3 615 000 – share 14,46%[8]

## Il campione
- Diretto da: Alberto Ferrari
- Scritto da: Andrea Magnani

### Trama
Mara e Valentina, spaventate dal ritrovamento del cadavere di Giovanni Cayard, vanno a cercare di nuovo i soldi di Corallo ma scoprono che la barca non c'è più, così Mara convince Valentina ad usare Leo per arrivare ai soldi di Corallo, rivelandogli della barca ma senza dirgli dei soldi. Il X Tuscolano comincia perciò le ricerche e scoprono che Cayard è morto a causa di una manomissione delle bombole di ossigeno e capiscono che è stato ucciso da Corallo perché sapeva troppo. In più si indaga sul caso di un uomo affetto dal morbo di Alzheimer, Ernesto Pica, che, credendo di essere nei suoi anni di adolescenza, ricorda quando fu testimone involontario di un omicidio che si scopre essere stato compiuto da suo figlio Angelo.
- Altri interpreti: Gigi Angelillo (Ernesto Pica), Orlando Cinque (Angelo Pica), Michela Andreozzi (Sofia Ingargiola), Rino Cassano (Giovanni Cayard), Paolo Graziosi (Michele Rostagno), Beatrice Galati (Alice).
- Ascolti Italia: telespettatori 3 323 000 – share 11,77%[9]

## Il ricordo di Chiara
- Diretto da: Alberto Ferrari
- Scritto da: Andrea Magnani

### Trama
Valentina e Mara scoprono che la barca di Corallo non c'è più. Leo e Gallo chiamano tutte le capitanerie di porto del Mediterraneo, ma della barca di Corallo nessuna traccia. Leo decide allora di ripartire dall'inizio, interrogando Mara Fermi. Nel frattempo la sua squadra si occupa della scomparsa di una bambina di nome Chiara che era stata adottata illegalmente dalla Romania e che è stata rapita dal suo vero fratello Kalin.
- Altri interpreti: Giulio Beranek (Kalin), Eleonora Vanni (madre di Chiara), Giulia Salerno (Chiara), Marco Minetti (padre di Chiara), Arcangelo Iannace (Stefano Gualtieri), Simone Colombari (Franco Martini), Eleonora Timpani (Ilaria), Ottavio Amato (avvocato Ghini).
- Ascolti Italia: telespettatori 3 528 000 – share 12,28%[10]

## Scelte
- Diretto da: Alberto Ferrari
- Scritto da: Anna Mittone

### Trama
Mentre Corallo lotta per la sopravvivenza in montagna, gli uomini del X Tuscolano cercano nuovi elementi per mettere sotto pressione Martini: Gallo e Brandi possono ora dimostrare l che dietro al circolo c’è Corallo e quindi arrestano con l’accusa di riciclaggio Martini il quale in carcere racconta che Corallo ha una nuova identità. Nel frattempo la squadra di Brandi indaga sulla morte di una ragazza di nome Lara, ritrovata in fin di vita in una fungaia e morta dopo alcune ore in ospedale: si scoprirà che aveva litigato con il fidanzato Saverio, di cui era rimasta incinta, battendo la testa.
- Altri interpreti: Fabrizio Traversa (Saverio Talentino), Piero Nicosia (fungaiolo), Pierluigi Stella (sovrintendente), Simone Colombari (Franco Martini), Michela Andreozzi (Sofia Ingargiola), Ottavio Amato (avvocato Ghini).
- Ascolti Italia: telespettatori 3 093 000 – share 10,92%[11]

## Un unico errore
- Diretto da: Alberto Ferrari
- Scritto da: Anna Mittone

### Trama
Brandi e i suoi uomini sono ormai vicini a Corallo direttosi a Rieti e fermatosi ai piedi di una montagna. La squadra indaga sulle minacce ricevute dalla madre de professor De Santis scoprendo che la responsabile è una sua studentessa che si era innamorata di lui e che lo voleva tutta per se. Valentina nel frattempo ha trovato lavoro in un maneggio.
- Altri interpreti: Gisella Sofio (madre di De Santis), Fortunato Cerlino (De Santis), Michela Andreozzi (Sofia Ingargiola), Paolo Graziosi (Michele Rostagno), David Sef (stalliere), Beatrice Galati (Alice), Massimo Bonetti (Rocco Liverani).
- Ascolti Italia: telespettatori 2 944 000 – share 10,34%[12]

## Impunibile
- Diretto da: Alberto Ferrari
- Scritto da: Alessandro Fabbri

### Trama
La caccia è di nuovo aperta. Leo e Gallo fanno circondare il bosco in cui si è nascosto Corallo e organizzano le batterie di perlustrazione. Insieme a loro c'è anche Brenta che, da buon bergamasco, si trova perfettamente a suo agio fra boschi e pendii. Non solo, ma subito dispensa una serie di consigli pratici per affrontare la missione, al punto che Leo decide di lasciarlo in pianta stabile insieme al contingente della Mobile. Con lui ci sono Pietro e Barbara, decisamente meno avvezzi alla vita all'aria aperta, che tuttavia sembra esercitare una piacevole influenza su di loro. Soli, a contatto con la natura, si scoprono sempre più attratti l'uno all'altra. Corallo nel frattempo decide di correre ai ripari, rendendosi ancora più invisibile. Scava una buca e vi seppellisce la tenda, si cosparge il volto di terra e maschera il proprio odore con una pelle di coniglio, diventando tutt'uno con l'ambiente circostante. In città, invece, il resto del X Tuscolano si occupa del caso di un uomo, Claudio Nazzari, ricoverato in seguito a un raptus in cui sostiene di aver ucciso la moglie Tania. Fortunatamente, dopo una rapida verifica, la donna risulta essere in perfetta salute. Ma quando emerge che la donna ha un amante, i nostri cominciano a sospettare che il raptus del marito non sia stato altro che una simulazione per poter uccidere la moglie in un secondo momento e invocare l'infermità mentale.
- Altri interpreti: Michele Nani (Claudio Nazzari), Vanessa Scalera (Tania Nazzari), Filippo Gili (amante di Tania), David Sef (Ahmed), Michela Andreozzi (Sofia Ingargiola), Paolo Graziosi (Michele Rostagno).
- Ascolti Italia: telespettatori 3 024 000 – share 11,56%[13]

## Fatto in casa
- Diretto da: Alberto Ferrari
- Scritto da: Alessandro Fabbri

### Trama
Sotto la guida di Brenta, i contingenti della Mobile e del X Tuscolano continuano a dare la caccia a Corallo. Barbara e Pietro sono esausti, hanno come l'impressione di girare a vuoto, ma Brenta li rassicura: a poco a poco stanno spingendo Corallo verso i margini del bosco, e prima o poi l'uomo sarà costretto a fare un passo falso. E a dimostrazione della sua tesi mostra loro un albero, i cui rami risultano essere stati tagliati di recente. Sono vicini al suo ultimo rifugio. Pistole in pugno, i poliziotti avanzano, ma, quando lo raggiungono, il rifugio è vuoto. Lo hanno mancato di pochissimo: i resti di cibo sotterrati lì vicino, infatti, sono ancora caldi. A Roma, gli uomini del distretto sono alle prese con un caso di incendio doloso ai danni del pub di Corrado Bonucci. Inizialmente si pensa a una vendetta legata a un clan di estorsori, quello del napoletano Saluzzo, ma man mano che proseguono le indagini diventa sempre più evidente che la verità va cercata nella rivalità nascosta fra i due fratelli che un tempo gestivano il locale insieme, Corrado e Danilo. Intanto Corallo avverte sempre di più il fiato dei poliziotti sul collo e decide che è giunto il momento di pianificare una strategia di uscita dal bosco. L'occasione si presenta quando si imbatte in un cacciatore, Stefano Gualtieri, che si aggira alla ricerca del proprio cane, scomparso proprio in quella zona la sera prima.
- Altri interpreti: Chiara Mastalli (Gloria Fiorentini), Lorenzo Lavia (Danilo Bonucci), Arcangelo Iannace (Stefano Gualtieri), Alessandro Giuggioli (Corrado Bonucci), Pino Calabrese (Saluzzo), David Sef (Ahmed), Eleonora Timpani (Ilaria).
- Ascolti Italia: telespettatori 2 642 000 – share 11,57%[13]

## Pregiudizi e brave persone
- Diretto da: Alberto Ferrari
- Scritto da: Andrea Galeazzi

### Trama
Gli uomini della Mobile e del X Tuscolano hanno circondato l'intera area boschiva, si stringono come una tenaglia intorno a Corallo, che capisce che deve muoversi in fretta se non vuole rimanerne stritolato. Con lui c'è Gualtieri, il cacciatore a cui ha dato in pasto il proprio cane. Corallo decide che l'unico modo per sfuggire ai posti di blocco è quello di usarlo come esca. Gli ordina dunque di chiamare la moglie con il cellulare affinché lo raggiunga in macchina insieme al cognato, fingendo una scampagnata domenicale. Il piano è semplice: una volta che la polizia li avrà lasciati passare, Corallo prenderà il posto del cognato in macchina, mentre Gualtieri stesso, con in spalla lo zaino di Corallo, attirerà i poliziotti su sé. Mentre Corallo mette a punto il suo piano, il Distretto indaga su una strana serie di rapine in appartamento. La stranezza riguarda il fatto che i colpi vengono messi a segno più volte e a distanza ravvicinata nelle stesse case, i cui proprietari, fra l'altro, sono persone anziane e poco abbienti. Man mano che procedono le indagini emerge un disegno preciso: quello di spingere i proprietari a vendere, a prezzo ribassato, i propri immobili.
- Altri interpreti: Donatella Pompadour (moglie di Gualtieri), Arcangelo Iannace, Gilda Lapardhaja (sorella di Adrian), Tony Laudadio (Francesco Badaloni), Kastriot Shehi (Valeriu Cassian), Rinat Khismatouline (Adrian Radescu), David Sef (stalliere), Carlina Torta (moglie di Milani), Eleonora Timpani (Ilaria).
- Ascolti Italia: telespettatori 2 841 000 – share 10,70%[14]

## Il figlio sbagliato
- Diretto da: Alberto Ferrari
- Scritto da: Gianluca Ansanelli

### Trama
Dopo la fuga rocambolesca dai boschi, Corallo è riuscito a far perdere le proprie tracce. Il X Tuscolano è in stretto contatto con l'Interpol, ma le notizie che arrivano non sono confortanti. Il traghetto su cui pensavano che il latitante si fosse imbarcato, infatti, è stato perquisito da cima a fondo, ma invano. La domanda ora è se Corallo sia riuscito a sbarcare eludendo i controlli, o se su quel traghetto non ci sia mai salito. Che abbia messo in atto, insomma, l'ennesimo bluff. Leo decide di andare in carcere per chiedere consiglio a Liverani, che propende per la seconda ipotesi. In fondo è lo stesso trucco che aveva adottato lui: fingere di lasciare Roma per poi agire indisturbato. E infatti le cose stanno proprio così: rientrando a casa, una sera, Mara trova un ospite inatteso ad aspettarla, Antonio Corallo. Ma dopo lo spavento iniziale, la ragazza capisce che l'uomo non vuole farle del male. Vuole solo fare affari con lei. Metà dei suoi cento milioni di euro in cambio di informazioni sugli spostamenti di Leo e della sua famiglia. Mara esita, pensa a una trappola, ma come segno della sua buona fede Corallo le consegna le chiavi della sua barca. Le dice che è sempre rimasta al porto, non si è mai spostata da lì. Nel frattempo, gli uomini del X Tuscolano indagano su un furto di gioielli in villa seguito da un misterioso attentato ai danni di Matteo Morbelli, il figlio dei proprietari. Mara, intanto, si è recata al cantiere navale. Effettivamente è come dice Corallo: la barca ha semplicemente cambiato nome e colore. Ormai a Mara non resta che porsi un ultimo scrupolo, quello del tradimento dell'amica Valentina, ma, di fronte a cinquanta milioni di euro, la sua coscienza può veramente poco. Corallo, che, nel frattempo, si è mimetizzato fra i senzatetto della Capitale, è soddisfatto: presto potrà compiere la sua vendetta. Nel frattempo Pietro e Barbara, che hanno un flirt, stanno ragionando sul fatto di prendere in affido Alice, la figlia di Rocco Liverani.
- Altri interpreti: Roberto Ciufoli (Rivalta), Giancarlo Previati (padre di Matteo), Antonella Attili (madre di Matteo), Luca Fiamenghi (Matteo Morbelli), Franco Bottone (senzatetto), Alessandro Pess (Federico Salvati), Marina Limosani (Daniela), Massimo Bonetti (Rocco Liverani), Eleonora Timpani (Ilaria), Beatrice Galati (Alice).
- Ascolti Italia: telespettatori 2 841 000 – share 10,70%[14]

## Il grano e la pula (1 parte)
- Diretto da: Alberto Ferrari
- Scritto da: Gianni Biondillo

### Trama
Il commissario Brandi si convince sempre più che Corallo si sia nascosto tra i senzatetto della città e pertanto decide di inviare Pietro a indagare sul posto vestito da barbone. Nel frattempo al X Tuscolano Anita Cherubini e Giovanni Brenta cercano di fare luce su un complicato caso legato al ritrovamento di vernice industriale tossica riversata in un fiume. Oltretutto qualcuno è entrato di soppiatto nello studio dell'ingegnere Bastianelli senza rubare nulla. L'uomo, si scopre, è stato per anni al centro di un giro di rifiuti tossici. Sembrerebbe lui il colpevole del disastro ambientale, ma mentre la squadra è impegnata a cercare di disattivare una bomba – che poi si rivela finta - i responsabili rubano 40 chili d'oro. Pietro, al Tevere, riesce a scoprire che Corallo è stato visto tra i barboni. L'uomo, sempre nascosto, si rivela soltanto a Mara, grazie alla quale ottiene informazioni su Brandi e la sua famiglia. La prima “vittima” è il figlio Matteo, che viene avvicinato da Mara dopo un litigio con Ilaria. La ragazza gli dice che potrà farlo riappacificare con la fidanzata grazie a una sorpresa: farle incontrare il cantante preferito poco prima del concerto. Corallo poi viene a sapere che è seguito da Pietro e quindi decide di trasferirsi momentaneamente da Mara, invitandola a convincere Valentina a prendersi la sua parte di denaro. Intanto al maneggio Lavinia e Valentina si chiariscono. L'ex moglie di Leonardo ha capito di essersi sbagliata sul conto della giovane. 
- Altri interpreti: Franco Bottone (senzatetto), David Sef (Ahmed), Beatrice Galati (Alice), Eleonora Timpani (Ilaria).

## Il grano e la pula (2 parte)
- Diretto da: Alberto Ferrari
- Scritto da: Vinicio Canton

### Trama
La squadra scopre che le sostanze gettate nel fiume sembra siano state prodotte in un laboratorio universitario. Il primo sospettato è un docente universitario. Quando il suo computer viene messo sotto controllo viene fuori che è pronta una spedizione di rifiuti tossici per la Germania, apparentemente regolare. Ma in realtà all'interno dei bidoni è nascosto l'oro rubato. Il caso è risolto. Appena Mara racconta a Valentina di Corallo e dei soldi la ragazza corre a riferirlo a Brandi, come previsto dal criminale. Il commissario teme che potrebbe trattarsi di un bluff e d'accordo con Valentina decide di stare al gioco. La ragazza infatti fa da esca e per capire le intenzioni di Corallo, finge di litigare con Leonardo e dice all'amica di volerla aiutare a rubare i soldi del criminale. L'uomo ovviamente capisce che si tratta di una messinscena e racconta a Mara di aver spostato il denaro sulla barca, conscio che Valentina avvertirà la polizia. Nel frattempo Simone e Ilaria ottengono il lasciapassare per incontrare il cantante, ma il ragazzo entusiasta ne parla con la madre. Poi i due giovani stanno per essere messi in trappola da Corallo. Valentina e Mara arrivano alla barca, ma non trovano i soldi. La polizia fa irruzione e Mara scappa via. Lavinia riesce ad avvertire Brandi che il figlio è in pericolo. Marco Gallo blocca i due ragazzi e spara a Corallo. L'uomo ferito viene finalmente arrestato. Anche Mara subisce la stessa sorte. Intanto Pietro rivela a Barbara di aver deciso di prendere in affido la piccola Alice e le chiede di sposarlo. Lei accetta. La puntata si chiude con il brindisi al maneggio di tutta la squadra mentre Ugo dice: “Tutto questo sarebbe piaciuto a Luca”.
- Altri interpreti: Gilda Lapardhaja, Michela Andreozzi (Sofia Ingargiola), Paolo Graziosi (Michele Rostagno), Beatrice Galati (Alice), Eleonora Timpani (Ilaria).
- Ascolti Italia: telespettatori 3 027 000 – share 11,10%[15]